# Dulecha (woreda)
Dulecha je jedna od 31 worede u regiji Afar u Etiopiji. Predstavlja dio Upravne zone 3. Dulecha graniči na jugu s Awash Fentaleom, na zapadu s Posebnom woredom Argobba, na sjeveru s Upravnom zonom 5, na istoku s rijekom Avaš koja je dijeli od Amibare. Najveće naselje u Dulechi je Dulecha.
Prema podacima Središnje statističke agencije iz 2005. godine, ova woreda je imala procijenjeno stanovništvo od 18.775, od čega 8.820 muškaraca i 9.935 žena ; 480 ili 2,56% stanovništva živi u gradovima, što je manje prosjeka Zone koji iznosi 27,8%. Površina Duleche nije poznata, pa se ne može izračunati gustoća stanovništva.